# Didjob Divungi Di Ndinge
Didjob Divung Di Ndinge (Alombié, 5 de mayo de 1946) es un político e ingeniero gabonés, quien se desempeñó como Vicepresidente de Gabón entre 1997 y 2009. En tal calidad, sirvió como Presidente Interino del país entre mayo y junio de 2009, mientras que el presidente Omar Bongo Ondimba estuvo hospitalizado. Es el presidente de la Alianza Democrática y Republicana.

## Carrera política
Divungi Di Ndinge, miembro del grupo étnico Punu, nació en Alombié, cerca de Port-Gentil, en el oeste de Gabón. Es el hermano menor de Pierre Claver Divounguy, quien durante un tiempo fue alcalde de Port-Gentil. Ingeniero eléctrico de profesión, comenzó a trabajar en la Compañía de Agua y Energía de Gabón (SEEG) en 1972 como asistente de Director Técnico. Ascendió rápidamente en la SEEG y se convirtió en su director general en 1974, permaneciendo en el cargo hasta 1981. También fue delegado ministerial y asesor del Presidente Omar Bongo entre 1978 y 1981.
Divungi Di Ndinge luego se desempeñó en el Gobierno como Ministro de Energía y Recursos Hidráulicos entre 1981 y 1990; fue miembro del gobernante Partido Democrático Gabonés (PDG) durante ese tiempo. Se unió a la oposición en 1990, convirtiéndose en Secretario General de la Alianza Democrática y Republicana (ADERE) en 1993. Fue candidato del ADERE en las elecciones presidenciales de diciembre de 1993; anunció su candidatura el 12 de octubre de 1993, y en las elecciones obtuvo el 2,2% de los votos.
Después de las elecciones de 1993, ADERE se unió a la Mayoría Presidencial.  Divungi Di Ndinge se convirtió en alcalde de Mouila en 1996 y también fue elegido a la Asamblea Nacional como candidato de ADERE en la provincia de Ngounié en las elecciones parlamentarias de diciembre de 1996.  A continuación, Bongo lo nombró vicepresidente de Gabón en mayo de 1997 y, en consecuencia, renunció a sus cargos como alcalde de Mouila y como diputado en la Asamblea Nacional. En su cargo de Vicepresidente actuó como diputado de la Presidencia de la República, pero no fue el sucesor constitucional de la Presidencia en caso de vacante en el cargo. Tras la reelección del presidente Bongo en las elecciones presidenciales de diciembre de 1998, dimitió según lo exigido por la constitución, pero fue reelegido el 23 de enero de 1999 después de que Bongo asumiera el cargo para su nuevo mandato.
Divungi Di Ndinge sobrevivió a un presunto intento de asesinato en el aeropuerto de Mouila el 20 de enero de 2003. Tras las elecciones presidenciales de noviembre de 2005, Bongo lo volvió a nombrar vicepresidente en enero de 2006.
El 10 de octubre de 2007, Divungi Di Ndinge fue evacuado al Hospital Americano de Neuilly-sur-Seine, cerca de París, debido a lo que se describió como "depresión repentina". Más tarde, en 2007, con motivo del 40 aniversario del gobierno de Bongo, Divungi Di Ndinge dijo que Bongo había sido "capaz de establecer un fuerte vínculo con [su] pueblo basado en el diálogo y la tolerancia".

### Eventos de 2009
La esposa de Bongo, Edith Lucie Bongo, murió en marzo de 2009. Tras su muerte, se anunció en la televisión gabonesa el 6 de mayo de 2009 que Bongo "suspendería temporalmente sus actividades" como presidente para "recuperar fuerzas y descansar". El anuncio enfatizó que Bongo se había visto profundamente afectado por la enfermedad y la muerte de su esposa, y dijo que Divungi Di Ndinge asumía las funciones presidenciales mientras las actividades de Bongo estaban suspendidas. Divungi Di Ndinge representó a Gabón en la toma de posesión del presidente sudafricano Jacob Zuma el 9 de mayo de 2009.
Bongo murió en un hospital español el 8 de junio de 2009. Según los términos de la constitución, la presidenta del Senado, Rose Francine Rogombé, asumió el cargo de presidenta interina el 10 de junio y, en consecuencia, Divungi Di Ndinge dejó de ejercer los poderes presidenciales. Aunque dimitió, como exige la constitución, tras la muerte de Bongo, Rogombé lo volvió a nombrar vicepresidente el 27 de junio de 2009. Se creía que esto era parte de la aparente política de Rogombé de preservar el equilibrio político, étnico y regional de las instituciones estatales elaboradas por Bongo durante su presidencia interina.
Divungi Di Ndinge dijo el 21 de julio que no sería candidato en las elecciones presidenciales del 30 de agosto de 2009. En su Cuarto Congreso Extraordinario, la ADERE se negó a respaldar a ningún candidato, y Divungi Di Ndinge pidió a los activistas del partido que votaran de acuerdo con su conciencia al concluir el congreso el 2 de agosto de 2009.
Después de que el hijo de Bongo, Ali Bongo Ondimba, ganara las elecciones presidenciales y asumiera el cargo el 16 de octubre de 2009, destituyó a Divungi Di Ndinge de su cargo de vicepresidente. En Mouila, Divungi Di Ndinge abrió un hotel llamado Mukab el 19 de diciembre de 2009; el edificio fue antiguamente una residencia que le pertenecía.
En sesión plenaria el 15 de enero de 2010, la ADERE decidió reincorporarse a la Mayoría Presidencial, que había abandonado a mediados de 2009, al tiempo que manifestó su apoyo a las reformas instituidas por el presidente Bongo desde que asumió el cargo. Divungi Di Ndinge era líder de la oposición en el momento de las elecciones presidenciales de agosto de 2016. En medio de la violencia que siguió al anuncio de la reelección de Bongo, fue uno de los líderes de la oposición detenido brevemente en la sede de campaña del candidato de la oposición Jean Ping.